# Tour Down Under 2014
La 16e édition du Tour Down Under a eu lieu du 21 au 26 janvier 2014. C'est la 1re épreuve de l'UCI World Tour 2014.
L'épreuve a été remportée par l'Australien Simon Gerrans (Orica-GreenEDGE), vainqueur de la première étape, qui devient le recordman de victoires sur l'épreuve avec trois succès après ses titres de 2006 et 2012,,,. Il devance d'une seconde son compatriote Cadel Evans (BMC Racing), lauréat de la troisième étape, et de cinq secondes l'Italien Diego Ulissi (Lampre-Merida) vainqueur quant à lui de la deuxième étape,,. Ce succès lui parait comme le plus dur des trois gagnés dans sa carrière sur l'épreuve avec une infime marge mais lance également sa saison tout comme celle d'Evans et Ulissi mais aussi d'André Greipel (Lotto-Belisol) vainqueur de la quatrième et sixième étapes et nouveau recordman de victoires d'étapes sur l'épreuve,.
Gerrans remporte également le classement par points grâce à ses nombreux accessits lors des différentes étapes. Les Australiens remportent également tous les classements annexes, en effet, Adam Hansen (Lotto-Belisol) remporte le classement de la montagne, Jack Haig (UniSA-Australia) celui du meilleur jeune, la formation australienne Orica-GreenEDGE de Gerrans termine meilleure équipe et William Clarke (Drapac) gagne le prix de la combativité. Grâce à sa victoire sur l'épreuve, Gerrans s'empare de la tête de l'UCI World Tour tout comme son équipe et son pays dans leur classement respectif,.

## Présentation
Le Tour Down Under est la première course de l'UCI World Tour 2014 et sert de reprise pour les coureurs des formations World Tour qui reprennent pour la plupart sur cette course ou lors du Tour de San Luis qui a lieu en même temps à l'autre bout du globe,. En préambule de ce Tour Down Under, se déroule la People's Choice Classic, un critérium de 50 km dans les rues d'Adélaïde, le 19 janvier. Le parcours est constitué d'une boucle de 2 km, complètement plate, autour de Rymill Park, parcourue 25 fois par les coureurs. Elle est remportée lors d'un sprint par l'Allemand Marcel Kittel (Giant-Shimano) devant con compatriote André Greipel (Lotto-Belisol) et l'Australien Caleb Ewan (UniSA-Australia),,.

### Parcours
Le Tour Down Under démarre par une étape favorable aux puncheurs, avec le sommet du Mengler Hill Road à 12 km de la ligne finale, avant une arrivée à Stirling. L'ascension du Montacute, découverte en 2012, est au programme de la troisième étape. Après une étape pour sprinteurs, sont programmées la double ascension du Willunga Hill et le circuit final dans Adélaïde,,.

### Équipes
L'organisateur a communiqué la présence de l'équipe Drapac, en plus de l'habituelle formation nationale UniSA-Australia, le 10 novembre 2013. 20 équipes participent à ce Tour Down Under - 18 ProTeams, 1 équipe continentale professionnelle et 1 équipe nationale :
| Nom de l'équipe         | Pays        | Code |
| ----------------------- | ----------- | ---- |
| AG2R La Mondiale        | France      | ALM  |
| Astana                  | Kazakhstan  | AST  |
| Belkin                  | Pays-Bas    | BEL  |
| BMC Racing              | États-Unis  | BMC  |
| Cannondale              | Italie      | CAN  |
| Europcar                | France      | EUC  |
| FDJ.fr                  | France      | FDJ  |
| Garmin-Sharp            | États-Unis  | GRS  |
| Giant-Shimano           | Pays-Bas    | GIA  |
| Katusha                 | Russie      | KAT  |
| Lampre-Merida           | Italie      | LAM  |
| Lotto-Belisol           | Belgique    | LTB  |
| Movistar                | Espagne     | MOV  |
| Omega Pharma-Quick Step | Belgique    | OPQ  |
| Orica-GreenEDGE         | Australie   | OGE  |
| Sky                     | Royaume-Uni | SKY  |
| Tinkoff-Saxo            | Danemark    | TCS  |
| Trek Factory Racing     | États-Unis  | TFR  |

| Nom de l'équipe | Pays      | Code |
| --------------- | --------- | ---- |
| Drapac          | Australie | DPC  |
| UniSA-Australia | Australie | AUS  |

### Favoris
En l'absence du tenant du titre, le Néerlandais Tom-Jelte Slagter (Garmin-Sharp) pour cause de paternité, les trois Australiens Simon Gerrans (Orica-GreenEDGE), double lauréat de l'épreuve en 2006 puis 2012 et récent champion d'Australie sur route, son dauphin sur ce championnat, Cadel Evans (BMC Racing) et Richie Porte (Sky) qui a terminé derrière ces deux derniers, sont les trois favoris,,,.
Parmi les outsiders au classement général on peut citer les Néerlandais Robert Gesink (Belkin) et Lieuwe Westra Astana, l'Allemand Simon Geschke (Giant-Shimano), le Danois Nicki Sørensen Tinkoff-Saxo, le Finlandais Jussi Veikkanen FDJ.fr, le Français Maxime Bouet (AG2R La Mondiale), le Néo-Zélandais George Bennett (Cannondale) et le Russe Maxim Belkov (Katusha). Le Belge Jan Bakelants (Omega Pharma-Quick Step), le Britannique Geraint Thomas (Sky), l'Italien Diego Ulissi (Lampre-Merida) et le Luxembourgeois Fränk Schleck (Trek Factory Racing) sont les autres prétendants aux premières positions finales,,.
Du côté des sprinteurs, il y a les Allemands André Greipel (Lotto-Belisol), recordman de victoires d'étapes sur l'épreuve, et Marcel Kittel (Giant-Shimano), vainqueur du critérium d'avant-course la People's Choice Classic,,, le jeune Australien Caleb Ewan (UniSA-Australia), et ses compatriotes Matthew Goss et Michael Matthews (Orica-GreenEDGE) ainsi que les Italiens Elia Viviani (Cannondale) et Roberto Ferrari (Lampre-Merida) qui postulent tous aux victoires d'étapes,.
Peu avant cette édition plusieurs têtes d'affiche se sont blessés et ont donc renoncé à la course tels que l'Australien Christopher Sutton (Sky), le Français Thomas Voeckler (Europcar) et l'Italien Giovanni Visconti Movistar.

## Étapes
| Étape     | Date       | Villes étapes                         |  | Distance (km) | Vainqueur d’étape | Leader du classement général |
| --------- | ---------- | ------------------------------------- |  | ------------- | ----------------- | ---------------------------- |
| 1re étape | 21 janvier | Nuriootpa (en) – Angaston             |  | 135           | Simon Gerrans     | Simon Gerrans                |
| 2e étape  | 22 janvier | Prospect – Stirling                   |  | 150           | Diego Ulissi      | Simon Gerrans                |
| 3e étape  | 23 janvier | Norwood – Campbelltown                |  | 145           | Cadel Evans       | Cadel Evans                  |
| 4e étape  | 24 janvier | Unley – Victor Harbor                 |  | 148,5         | André Greipel     | Cadel Evans                  |
| 5e étape  | 25 janvier | McLaren Vale (en) – Old Willunga Hill |  | 151,5         | Richie Porte      | Simon Gerrans                |
| 6e étape  | 26 janvier | Adélaïde – Adélaïde                   |  | 85,5          | André Greipel     | Simon Gerrans                |

## Déroulement de la course

### 1reétape
20 équipes inscrivent 7 coureurs sauf les formations française Europcar et espagnole Movistar qui n'en comptent que 6 chacune. 138 coureurs sont donc au départ de la course.
Pour débuter ce Tour Down Under, la première étape part de Nuriootpa (en) vers Angaston. L'étape, plutôt favorable aux puncheurs, est marquée par l’ascension du Mengler Hill Road à 12 km de la ligne d'arrivée,,,,,,,,.
|    | Coureur           | Équipe           |    | Temps           |
| -- | ----------------- | ---------------- | -- | --------------- |
| 1  | Simon Gerrans     | Orica-GreenEDGE  | en | 3 h 20 min 34 s |
| 2  | André Greipel     | Lotto-Belisol    | +  | m.t             |
| 3  | Steele Von Hoff   | Garmin-Sharp     |    | m.t             |
| 4  | Diego Ulissi      | Lampre-Merida    |    | m.t             |
| 5  | Maxime Bouet      | AG2R La Mondiale |    | m.t             |
| 6  | Francesco Gavazzi | Astana           |    | m.t             |
| 7  | Simon Geschke     | Giant-Shimano    |    | m.t             |
| 8  | Rafael Valls      | Lampre-Merida    |    | m.t             |
| 9  | Cadel Evans       | BMC Racing       |    | m.t             |
| 10 | Robert Gesink     | Belkin           |    | m.t             |

|    | Coureur           | Équipe           |    | Temps           |
| -- | ----------------- | ---------------- | -- | --------------- |
| 1  | Simon Gerrans     | Orica-GreenEDGE  | en | 3 h 20 min 23 s |
| 2  | André Greipel     | Lotto-Belisol    | +  | 5 s             |
| 3  | Steele Von Hoff   | Garmin-Sharp     |    | 7 s             |
| 4  | Simon Geschke     | Giant-Shimano    |    | 10 s            |
| 5  | Diego Ulissi      | Lampre-Merida    |    | 11 s            |
| 6  | Maxime Bouet      | AG2R La Mondiale |    | 11 s            |
| 7  | Francesco Gavazzi | Astana           |    | 11 s            |
| 8  | Rafael Valls      | Lampre-Merida    |    | 11 s            |
| 9  | Cadel Evans       | BMC Racing       |    | 11 s            |
| 10 | Robert Gesink     | Belkin           |    | 11 s            |

### 2eétape
,,,,,,
|    | Coureur           | Équipe              |    | Temps           |
| -- | ----------------- | ------------------- | -- | --------------- |
| 1  | Diego Ulissi      | Lampre-Merida       | en | 3 h 52 min 14 s |
| 2  | Simon Gerrans     | Orica-GreenEDGE     | +  | m.t             |
| 3  | Cadel Evans       | BMC Racing          |    | m.t             |
| 4  | Francesco Gavazzi | Astana              |    | m.t             |
| 5  | Robert Gesink     | Belkin              |    | m.t             |
| 6  | Richie Porte      | Sky                 |    | m.t             |
| 7  | Ben Hermans       | BMC Racing          |    | m.t             |
| 8  | Fabio Felline     | Trek Factory Racing |    | m.t             |
| 9  | Javier Moreno     | Movistar            |    | m.t             |
| 10 | Daryl Impey       | Orica-GreenEDGE     |    | m.t             |

|    | Coureur           | Équipe           |    | Temps           |
| -- | ----------------- | ---------------- | -- | --------------- |
| 1  | Simon Gerrans     | Orica-GreenEDGE  | en | 7 h 12 min 31 s |
| 2  | Diego Ulissi      | Lampre-Merida    | +  | 7 s             |
| 3  | André Greipel     | Lotto-Belisol    |    | 11 s            |
| 4  | Cadel Evans       | BMC Racing       |    | 13 s            |
| 5  | Steele Von Hoff   | Garmin-Sharp     |    | 13 s            |
| 6  | Simon Geschke     | Giant-Shimano    |    | 16 s            |
| 7  | Francesco Gavazzi | Astana           |    | 17 s            |
| 8  | Robert Gesink     | Belkin           |    | 17 s            |
| 9  | Maxime Bouet      | AG2R La Mondiale |    | 17 s            |
| 10 | Geraint Thomas    | Sky              |    | 17 s            |

### 3eétape
,,,,,,
|    | Coureur          | Équipe          |    | Temps           |
| -- | ---------------- | --------------- | -- | --------------- |
| 1  | Cadel Evans      | BMC Racing      | en | 3 h 34 min 05 s |
| 2  | Nathan Haas      | Garmin-Sharp    | +  | 15 s            |
| 3  | Diego Ulissi     | Lampre-Merida   |    | 15 s            |
| 4  | Adam Hansen      | Lotto-Belisol   |    | 15 s            |
| 5  | Simon Gerrans    | Orica-GreenEDGE |    | 15 s            |
| 6  | Rory Sutherland  | Tinkoff-Saxo    |    | 15 s            |
| 7  | Brent Bookwalter | BMC Racing      |    | 15 s            |
| 8  | Ben Hermans      | BMC Racing      |    | 15 s            |
| 9  | Daryl Impey      | Orica-GreenEDGE |    | 15 s            |
| 10 | Robert Gesink    | Belkin          |    | 15 s            |

|    | Coureur          | Équipe          |    | Temps            |
| -- | ---------------- | --------------- | -- | ---------------- |
| 1  | Cadel Evans      | BMC Racing      | en | 10 h 46 min 39 s |
| 2  | Simon Gerrans    | Orica-GreenEDGE | +  | 12 s             |
| 3  | Diego Ulissi     | Lampre-Merida   |    | 15 s             |
| 4  | Nathan Haas      | Garmin-Sharp    |    | 27 s             |
| 5  | Robert Gesink    | Belkin          |    | 29 s             |
| 6  | Geraint Thomas   | Sky             |    | 29 s             |
| 7  | Daryl Impey      | Orica-GreenEDGE |    | 33 s             |
| 8  | Brent Bookwalter | BMC Racing      |    | 33 s             |
| 9  | Rory Sutherland  | Tinkoff-Saxo    |    | 33 s             |
| 10 | Ben Hermans      | BMC Racing      |    | 33 s             |

### 4eétape
,,,,
|    | Coureur           | Équipe           |    | Temps           |
| -- | ----------------- | ---------------- | -- | --------------- |
| 1  | André Greipel     | Lotto-Belisol    | en | 3 h 33 min 07 s |
| 2  | Jürgen Roelandts  | Lotto-Belisol    | +  | m.t             |
| 3  | Elia Viviani      | Cannondale       |    | m.t             |
| 4  | Simon Gerrans     | Orica-GreenEDGE  |    | m.t             |
| 5  | Nathan Haas       | Garmin-Sharp     |    | m.t             |
| 6  | Daryl Impey       | Orica-GreenEDGE  |    | m.t             |
| 7  | Maxime Bouet      | AG2R La Mondiale |    | m.t             |
| 8  | Nikolay Trusov    | Tinkoff-Saxo     |    | m.t             |
| 9  | Anthony Roux      | FDJ.fr           |    | m.t             |
| 10 | Francesco Gavazzi | Astana           |    | m.t             |

|    | Coureur          | Équipe          |    | Temps            |
| -- | ---------------- | --------------- | -- | ---------------- |
| 1  | Cadel Evans      | BMC Racing      | en | 14 h 19 min 46 s |
| 2  | Simon Gerrans    | Orica-GreenEDGE | +  | 7 s              |
| 3  | Diego Ulissi     | Lampre-Merida   |    | 14 s             |
| 4  | Nathan Haas      | Garmin-Sharp    |    | 23 s             |
| 5  | Robert Gesink    | Belkin          |    | 29 s             |
| 6  | Geraint Thomas   | Sky             |    | 29 s             |
| 7  | Daryl Impey      | Orica-GreenEDGE |    | 33 s             |
| 8  | Brent Bookwalter | BMC Racing      |    | 33 s             |
| 9  | Rory Sutherland  | Tinkoff-Saxo    |    | 33 s             |
| 10 | Richie Porte     | Sky             |    | 33 s             |

### 5eétape
,,,,,,
|    | Coureur        | Équipe          |    | Temps           |
| -- | -------------- | --------------- | -- | --------------- |
| 1  | Richie Porte   | Sky             | en | 3 h 42 min 20 s |
| 2  | Diego Ulissi   | Lampre-Merida   | +  | 10 s            |
| 3  | Simon Gerrans  | Orica-GreenEDGE |    | 10 s            |
| 4  | Robert Gesink  | Belkin          |    | 14 s            |
| 5  | Daryl Impey    | Orica-GreenEDGE |    | 14 s            |
| 6  | Cadel Evans    | BMC Racing      |    | 14 s            |
| 7  | Nathan Haas    | Garmin-Sharp    |    | 17 s            |
| 8  | Egor Silin     | Katusha         |    | 17 s            |
| 9  | Adam Hansen    | Lotto-Belisol   |    | 17 s            |
| 10 | Geraint Thomas | Sky             |    | 21 s            |

|    | Coureur        | Équipe          |    | Temps            |
| -- | -------------- | --------------- | -- | ---------------- |
| 1  | Simon Gerrans  | Orica-GreenEDGE | en | 18 h 02 min 19 s |
| 2  | Cadel Evans    | BMC Racing      | +  | 1 s              |
| 3  | Diego Ulissi   | Lampre-Merida   |    | 5 s              |
| 4  | Richie Porte   | Sky             |    | 10 s             |
| 5  | Nathan Haas    | Garmin-Sharp    |    | 27 s             |
| 6  | Robert Gesink  | Belkin          |    | 30 s             |
| 7  | Daryl Impey    | Orica-GreenEDGE |    | 34 s             |
| 8  | Adam Hansen    | Lotto-Belisol   |    | 37 s             |
| 9  | Geraint Thomas | Sky             |    | 37 s             |
| 10 | Egor Silin     | Katusha         |    | 37 s             |

### 6eétape
,,,,,,,,,
|    | Coureur           | Équipe                  |    | Temps           |
| -- | ----------------- | ----------------------- | -- | --------------- |
| 1  | André Greipel     | Lotto-Belisol           | en | 1 h 55 min 16 s |
| 2  | Mark Renshaw      | Omega Pharma-Quick Step | +  | m.t             |
| 3  | Andrew Fenn       | Omega Pharma-Quick Step |    | m.t             |
| 4  | Koen de Kort      | Giant-Shimano           |    | m.t             |
| 5  | Jonathan Cantwell | Drapac                  |    | m.t             |
| 6  | Matthew Goss      | Orica-GreenEDGE         |    | m.t             |
| 7  | Nathan Haas       | Garmin-Sharp            |    | m.t             |
| 8  | Jürgen Roelandts  | Lotto-Belisol           |    | m.t             |
| 9  | Michal Kolář      | Tinkoff-Saxo            |    | m.t             |
| 10 | Mathew Hayman     | Orica-GreenEDGE         |    | m.t             |

|    | Coureur        | Équipe          |    | Temps            |
| -- | -------------- | --------------- | -- | ---------------- |
| 1  | Simon Gerrans  | Orica-GreenEDGE | en | 19 h 57 min 35 s |
| 2  | Cadel Evans    | BMC Racing      | +  | 1 s              |
| 3  | Diego Ulissi   | Lampre-Merida   |    | 5 s              |
| 4  | Richie Porte   | Sky             |    | 10 s             |
| 5  | Nathan Haas    | Garmin-Sharp    |    | 27 s             |
| 6  | Robert Gesink  | Belkin          |    | 30 s             |
| 7  | Daryl Impey    | Orica-GreenEDGE |    | 34 s             |
| 8  | Geraint Thomas | Sky             |    | 37 s             |
| 9  | Adam Hansen    | Lotto-Belisol   |    | 37 s             |
| 10 | Egor Silin     | Katusha         |    | 47 s             |

## Classements finals

### Classement général
|    | Cycliste       | Pays           | Équipe          |    | Temps            |
| -- | -------------- | -------------- | --------------- | -- | ---------------- |
| 1  | Simon Gerrans  | Australie      | Orica-GreenEDGE | en | 19 h 57 min 35 s |
| 2  | Cadel Evans    | Australie      | BMC Racing      | +  | 1 s              |
| 3  | Diego Ulissi   | Italie         | Lampre-Merida   |    | 5 s              |
| 4  | Richie Porte   | Australie      | Sky             |    | 10 s             |
| 5  | Nathan Haas    | Australie      | Garmin-Sharp    |    | 27 s             |
| 6  | Robert Gesink  | Pays-Bas       | Belkin          |    | 30 s             |
| 7  | Daryl Impey    | Afrique du Sud | Orica-GreenEDGE |    | 34 s             |
| 8  | Geraint Thomas | Royaume-Uni    | Sky             |    | 37 s             |
| 9  | Adam Hansen    | Australie      | Lotto-Belisol   |    | 37 s             |
| 10 | Egor Silin     | Russie         | Katusha         |    | 47 s             |

### Classements annexes
|   | Cycliste      | Équipe          | Points |
| - | ------------- | --------------- | ------ |
| 1 | Simon Gerrans | Orica-GreenEDGE | 75     |
| 2 | Diego Ulissi  | Lampre-Merida   | 56     |
| 3 | Nathan Haas   | Garmin-Sharp    | 50     |

|   | Cycliste     | Équipe           | Points |
| - | ------------ | ---------------- | ------ |
| 1 | Adam Hansen  | Lotto-Belisol    | 28     |
| 2 | Axel Domont  | AG2R La Mondiale | 28     |
| 3 | Richie Porte | Sky              | 24     |

|   | Cycliste        | Équipe                  |    | Temps            |
| - | --------------- | ----------------------- | -- | ---------------- |
| 1 | Jack Haig       | UniSA-Australia         | en | 19 h 59 min 43 s |
| 2 | Carlos Verona   | Omega Pharma-Quick Step | +  | 1 min 09 s       |
| 3 | Kenny Elissonde | FDJ.fr                  |    | 20 min 56 s      |

|   | Équipe          | Pays       |    | Temps            |
| - | --------------- | ---------- | -- | ---------------- |
| 1 | Orica-GreenEDGE | Australie  | en | 59 h 56 min 16 s |
| 2 | BMC Racing      | États-Unis | +  | 28 s             |
| 3 | Drapac          | Australie  |    | 3 min 58 s       |

### UCI World Tour
Ce Tour Down Under attribue des points pour l'UCI World Tour 2014, seulement aux coureurs des équipes ayant un label ProTeam.
| Position           | 1er | 2e | 3e | 4e | 5e | 6e | 7e | 8e | 9e | 10e |
| Classement général | 100 | 80 | 70 | 60 | 50 | 40 | 30 | 20 | 10 | 4   |
| Par étape          | 6   | 4  | 2  | 1  | 1  |    |    |    |    |     |

| #  | Coureur        | Équipe          | Points |
| -- | -------------- | --------------- | ------ |
| 1  | Simon Gerrans  | Orica-GreenEDGE | 114    |
| 2  | Cadel Evans    | BMC Racing      | 88     |
| 3  | Diego Ulissi   | Lampre-Merida   | 83     |
| 4  | Richie Porte   | Sky             | 66     |
| 5  | Nathan Haas    | Garmin-Sharp    | 55     |
| 6  | Robert Gesink  | Belkin          | 42     |
| 7  | Daryl Impey    | Orica-GreenEDGE | 31     |
| 8  | Geraint Thomas | Sky             | 20     |
| 9  | André Greipel  | Lotto-Belisol   | 16     |
| 10 | Adam Hansen    | Lotto-Belisol   | 11     |

| Suite du classement (11-17) | Suite du classement (11-17) | Suite du classement (11-17) | Suite du classement (11-17) |
| --------------------------- | --------------------------- | --------------------------- | --------------------------- |
| #                           | Coureur                     | Équipe                      | Points                      |
| 11                          | Mark Renshaw                | Omega Pharma-Quick Step     | 4                           |
| 11                          | Jürgen Roelandts            | Lotto-Belisol               | 4                           |
| 11                          | Egor Silin                  | Katusha                     | 4                           |
| 14                          | Andrew Fenn                 | Omega Pharma-Quick Step     | 2                           |
| 14                          | Elia Viviani                | Cannondale                  | 2                           |
| 14                          | Steele Von Hoff             | Garmin-Sharp                | 2                           |
| 17                          | Maxime Bouet                | AG2R La Mondiale            | 1                           |
| 17                          | Koen de Kort                | Giant-Shimano               | 1                           |
| 17                          | Francesco Gavazzi           | Astana                      | 1                           |

## Évolution des classements
| Étape              | Vainqueur          | Classement général | Classement des sprints | Classement du meilleur grimpeur | Classement du meilleur jeune | Classement par équipes | Coureur le plus combatif |
| ------------------ | ------------------ | ------------------ | ---------------------- | ------------------------------- | ---------------------------- | ---------------------- | ------------------------ |
| 1                  | Simon Gerrans      | Simon Gerrans      | Simon Gerrans          | Adam Hansen                     | Carlos Verona                | Lampre-Merida          | William Clarke           |
| 2                  | Diego Ulissi       | Simon Gerrans      | Simon Gerrans          | Adam Hansen                     | Carlos Verona                | Lampre-Merida          | William Clarke           |
| 3                  | Cadel Evans        | Cadel Evans        | Simon Gerrans          | Adam Hansen                     | Kenny Elissonde              | BMC Racing             | Jens Voigt               |
| 4                  | André Greipel      | Cadel Evans        | Simon Gerrans          | Adam Hansen                     | Jack Haig                    | BMC Racing             | Cameron Wurf             |
| 5                  | Richie Porte       | Simon Gerrans      | Simon Gerrans          | Adam Hansen                     | Jack Haig                    | Orica-GreenEDGE        | Jens Voigt               |
| 6                  | André Greipel      | Simon Gerrans      | Simon Gerrans          | Adam Hansen                     | Jack Haig                    | Orica-GreenEDGE        | William Clarke           |
| Classements finals | Classements finals | Simon Gerrans      | Simon Gerrans          | Adam Hansen                     | Jack Haig                    | Orica-GreenEDGE        | William Clarke           |

## Liste des participants
- Liste de départ complète

| Légende | Légende                                                                                         | Légende | Légende                                                                                                  |
| ------- | ----------------------------------------------------------------------------------------------- | ------- | --- |
| Num     | Dossard de départ porté par le coureur sur ce Tour Down Under                                   | Pos     | Position finale au classement général                                                                    |
|         | Indique le vainqueur du classement général                                                      |         | Indique le vainqueur du classement des sprints                                                           |
|         | Indique le vainqueur du classement de la montagne                                               |         | Indique le vainqueur du classement du meilleur jeune                                                     |
|         | Indique le coureur le plus combatif                                                             |         | Indique un maillot de champion national ou mondial, suivi de sa spécialité                               |
| #       | Indique la meilleure équipe                                                                     | NP      | Indique un coureur qui n'a pas pris le départ d'une étape, suivi du numéro de l'étape où il s'est retiré |
| AB      | Indique un coureur qui n'a pas terminé une étape, suivi du numéro de l'étape où il s'est retiré | HD      | Indique un coureur qui a terminé une étape hors des délais, suivi du numéro de l'étape                   |
| *       | Indique un coureur en lice pour le maillot noir (coureurs nés après le 1er janvier 1989)        |         | |

| BMC Racing BMC | BMC Racing BMC         | BMC Racing BMC |
| -------------- | ---------------------- | -------------- |
| Num            | Coureur                | Pos            |
| 1              | Cadel Evans (AUS)      | 2e             |
| 2              | Brent Bookwalter (USA) | 12e            |
| 3              | Ben Hermans (BEL)      | 27e            |
| 4              | Amaël Moinard (FRA)    | 47e            |
| 5              | Steve Morabito (SUI)   | 43e            |
| 6              | Rick Zabel (GER)*      | 79e            |
| 7              | Danilo Wyss (SUI)      | 33e            |

| Orica-GreenEDGE # OGE | Orica-GreenEDGE # OGE       | Orica-GreenEDGE # OGE |
| --------------------- | --------------------------- | --------------------- |
| Num                   | Coureur                     | Pos                   |
| 11                    | Simon Gerrans (AUS) (Route) | 1er                   |
| 12                    | Simon Clarke (AUS)          | 53e                   |
| 13                    | Matthew Goss (AUS)          | 125e                  |
| 14                    | Mathew Hayman (AUS)         | 55e                   |
| 15                    | Daryl Impey (RSA)           | 7e                    |
| 16                    | Michael Matthews (AUS)      | 60e                   |
| 17                    | Luke Durbridge (AUS)*       | 86e                   |

| Giant-Shimano GIA | Giant-Shimano GIA         | Giant-Shimano GIA |
| ----------------- | ------------------------- | ----------------- |
| Num               | Coureur                   | Pos               |
| 21                | Marcel Kittel (GER)       | 118e              |
| 22                | Thomas Peterson (USA)     | 110e              |
| 23                | Nikias Arndt (GER)*       | 102e              |
| 24                | Thierry Hupond (FRA)      | 82e               |
| 25                | Johannes Fröhlinger (GER) | 91e               |
| 26                | Koen de Kort (NED)        | 96e               |
| 27                | Simon Geschke (GER)       | 24e               |

| Lotto-Belisol LTB | Lotto-Belisol LTB           | Lotto-Belisol LTB |
| ----------------- | --------------------------- | ----------------- |
| Num               | Coureur                     | Pos               |
| 31                | André Greipel (GER) (Route) | 46e               |
| 32                | Adam Hansen (AUS)           | 9e                |
| 33                | Jens Debusschere (BEL)      | 57e               |
| 34                | Olivier Kaisen (BEL)        | AB-4              |
| 35                | Jürgen Roelandts (BEL)      | 34e               |
| 36                | Marcel Sieberg (GER)        | 59e               |
| 37                | Stig Broeckx (BEL)          | 21e               |

| Trek Factory Racing TFR | Trek Factory Racing TFR | Trek Factory Racing TFR |
| ----------------------- | ----------------------- | ----------------------- |
| Num                     | Coureur                 | Pos                     |
| 41                      | Fränk Schleck (LUX)     | 31e                     |
| 42                      | Jens Voigt (GER)        | 95e                     |
| 43                      | Boy van Poppel (NED)    | 103e                    |
| 44                      | Fabio Felline (ITA)     | 85e                     |
| 45                      | Danny van Poppel (NED)* | 77e                     |
| 46                      | Laurent Didier (LUX)    | 23e                     |
| 47                      | Calvin Watson (AUS)*    | 78e                     |

| Tinkoff-Saxo TCS | Tinkoff-Saxo TCS              | Tinkoff-Saxo TCS |
| ---------------- | ----------------------------- | ---------------- |
| Num              | Coureur                       | Pos              |
| 51               | Nicki Sørensen (DEN)          | 54e              |
| 52               | Jay McCarthy (AUS)*           | 99e              |
| 53               | Michael Valgren (DEN)*        | 80e              |
| 54               | Nikolay Trusov (RUS)          | 81e              |
| 55               | Christopher Juul Jensen (DEN) | 29e              |
| 56               | Michal Kolář (SVK)*           | 100e             |
| 57               | Rory Sutherland (AUS)         | 11e              |

| Sky SKY | Sky SKY              | Sky SKY |
| ------- | -------------------- | ------- |
| Num     | Coureur              | Pos     |
| 61      | Richie Porte (AUS)   | 4e      |
| 62      | Philip Deignan (IRL) | 45e     |
| 63      | Geraint Thomas (GBR) | 8e      |
| 64      | Bernhard Eisel (AUT) | 123e    |
| 65      | Luke Rowe (GBR)      | 108e    |
| 66      | Nathan Earle (AUS)   | 40e     |
| 67      | Ian Stannard (GBR)   | 48e     |

| AG2R La Mondiale ALM | AG2R La Mondiale ALM      | AG2R La Mondiale ALM |
| -------------------- | ------------------------- | -------------------- |
| Num                  | Coureur                   | Pos                  |
| 71                   | Maxime Bouet (FRA)        | 15e                  |
| 72                   | Julien Bérard (FRA)       | 44e                  |
| 73                   | Guillaume Bonnafond (FRA) | 93e                  |
| 74                   | Maxime Daniel (FRA)*      | 130e                 |
| 75                   | Axel Domont (FRA)         | 32e                  |
| 76                   | Damien Gaudin (FRA)       | 124e                 |
| 77                   | Sébastien Turgot (FRA)    | 113e                 |

| Astana AST | Astana AST              | Astana AST |
| ---------- | ----------------------- | ---------- |
| Num        | Coureur                 | Pos        |
| 81         | Enrico Gasparotto (ITA) | 84e        |
| 82         | Andriy Grivko (UKR)     | 71e        |
| 83         | Francesco Gavazzi (ITA) | 22e        |
| 84         | Lieuwe Westra (NED)     | 83e        |
| 85         | Evan Huffman (USA)      | 94e        |
| 86         | Valerio Agnoli (ITA)    | 38e        |
| 87         | Jacopo Guarnieri (ITA)  | 117e       |

| Europcar EUC | Europcar EUC                  | Europcar EUC |
| ------------ | ----------------------------- | ------------ |
| Num          | Coureur                       | Pos          |
| 91           |                               |              |
| 92           | Yukiya Arashiro (JPN) (Route) | 56e          |
| 93           | Perrig Quéméneur (FRA)        | 36e          |
| 94           | Björn Thurau (GER)            | 70e          |
| 95           | Kévin Réza (FRA)              | 92e          |
| 96           | Jérôme Cousin (FRA)           | 112e         |
| 97           | Angélo Tulik (FRA)            | AB-6         |

| Katusha KAT | Katusha KAT            | Katusha KAT |
| ----------- | ---------------------- | ----------- |
| Num         | Coureur                | Pos         |
| 101         | Maxim Belkov (RUS)     | 106e        |
| 102         | Marco Haller (AUT)*    | 105e        |
| 103         | Mikhail Ignatiev (RUS) | 109e        |
| 104         | Pavel Kochetkov (RUS)  | 39e         |
| 105         | Egor Silin (RUS)       | 10e         |
| 106         | Alexander Porsev (RUS) | 111e        |
| 107         | Eduard Vorganov (RUS)  | 16e         |

| FDJ.fr FDJ | FDJ.fr FDJ                      | FDJ.fr FDJ |
| ---------- | ------------------------------- | ---------- |
| Num        | Coureur                         | Pos        |
| 111        | Jussi Veikkanen (FIN) (Route)   | 87e        |
| 112        | William Bonnet (FRA)            | 62e        |
| 113        | Arnaud Courteille (FRA)         | 88e        |
| 114        | Kenny Elissonde (FRA)*          | 64e        |
| 115        | Pierre-Henri Lecuisinier (FRA)* | 115e       |
| 116        | Anthony Roux (FRA)              | 19e        |
| 117        | Geoffrey Soupe (FRA)            | 72e        |

| Movistar MOV | Movistar MOV              | Movistar MOV |
| ------------ | ------------------------- | ------------ |
| Num          | Coureur                   | Pos          |
| 121          | José Joaquín Rojas (ESP)  | NP-2         |
| 122          | Imanol Erviti (ESP)       | 74e          |
| 123          | José Iván Gutiérrez (ESP) | NP-5         |
| 124          | Juan José Lobato (ESP)    | 114e         |
| 125          |                           |              |
| 126          | Javier Moreno (ESP)       | 58e          |
| 127          | Rubén Plaza (ESP)         | 14e          |

| Garmin-Sharp GRS | Garmin-Sharp GRS      | Garmin-Sharp GRS |
| ---------------- | --------------------- | ---------------- |
| Num              | Coureur               | Pos              |
| 131              | Rohan Dennis (AUS)    | 61e              |
| 132              | Jack Bauer (NZL)      | 51e              |
| 133              | Nathan Haas (AUS)     | 5e               |
| 134              | Thomas Dekker (NED)   | 76e              |
| 135              | Lachlan Morton (AUS)* | AB-6             |
| 136              | Caleb Fairly (USA)    | 41e              |
| 137              | Steele Von Hoff (AUS) | 50e              |

| Omega Pharma-Quick Step OPQ | Omega Pharma-Quick Step OPQ | Omega Pharma-Quick Step OPQ |
| --------------------------- | --------------------------- | --------------------------- |
| Num                         | Coureur                     | Pos                         |
| 141                         | Jan Bakelants (BEL)         | 13e                         |
| 142                         | Julian Alaphilippe (FRA)*   | 68e                         |
| 143                         | Andrew Fenn (GBR)           | 116e                        |
| 144                         | Serge Pauwels (BEL)         | 26e                         |
| 145                         | Mark Renshaw (AUS)          | 97e                         |
| 146                         | Matteo Trentin (ITA)        | 101e                        |
| 147                         | Carlos Verona (ESP)*        | 25e                         |

| Belkin BEL | Belkin BEL          | Belkin BEL |
| ---------- | ------------------- | ---------- |
| Num        | Coureur             | Pos        |
| 151        | Robert Gesink (NED) | 6e         |
| 152        | Jack Bobridge (AUS) | 49e        |
| 153        | Stef Clement (NED)  | 37e        |
| 154        | Graeme Brown (AUS)  | 129e       |
| 155        | Rick Flens (NED)    | 120e       |
| 156        | David Tanner (AUS)  | NP-2       |
| 157        | Bram Tankink (NED)  | 66e        |

| Lampre-Merida LAM | Lampre-Merida LAM      | Lampre-Merida LAM |
| ----------------- | ---------------------- | ----------------- |
| Num               | Coureur                | Pos               |
| 161               | Diego Ulissi (ITA)     | 3e                |
| 162               | Matteo Bono (ITA)      | 119e              |
| 163               | Davide Cimolai (ITA)   | 126e              |
| 164               | Roberto Ferrari (ITA)  | 121e              |
| 165               | Manuele Mori (ITA)     | 42e               |
| 166               | Rafael Valls (ESP)     | NP-3              |
| 167               | Luca Wackermann (ITA)* | 69e               |

| Cannondale CAN | Cannondale CAN         | Cannondale CAN |
| -------------- | ---------------------- | -------------- |
| Num            | Coureur                | Pos            |
| 171            | George Bennett (NZL)   | 67e            |
| 172            | Alberto Bettiol (ITA)* | 104e           |
| 173            | Guillaume Boivin (CAN) | 90e            |
| 174            | Matthias Krizek (AUT)  | 107e           |
| 175            | Matej Mohorič (SLO)*   | 89e            |
| 176            | Elia Viviani (ITA)     | 73e            |
| 177            | Cameron Wurf (AUS)     | 20e            |

| Drapac DPC | Drapac DPC               | Drapac DPC |
| ---------- | ------------------------ | ---------- |
| Num        | Coureur                  | Pos        |
| 181        | Jonathan Cantwell (AUS)  | 35e        |
| 182        | Robbie Hucker (AUS)      | 18e        |
| 183        | Travis Meyer (AUS)       | 52e        |
| 184        | William Clarke (AUS)     | 122e       |
| 185        | Bernard Sulzberger (AUS) | 30e        |
| 186        | Wesley Sulzberger (AUS)  | 63e        |
| 187        | Darren Lapthorne (AUS)   | 28e        |

| UniSA-Australia AUS | UniSA-Australia AUS       | UniSA-Australia AUS |
| ------------------- | ------------------------- | ------------------- |
| Num                 | Coureur                   | Pos                 |
| 191                 | Caleb Ewan (AUS)*         | 98e                 |
| 192                 | Jack Haig (AUS)*          | 17e                 |
| 193                 | Mark O'Brien (AUS)        | 65e                 |
| 194                 | Anthony Giacoppo (AUS)    | 75e                 |
| 195                 | Neil Van der Ploeg (AUS)  | 127e                |
| 196                 | Campbell Flakemore (AUS)* | 128e                |
| 197                 | Bradley Linfield (AUS)*   | AB-5                |